# 송대익
송대익(1993년 5월 3일~)은 대한민국의 유튜버이자 인플루언서이다.
한때 약 134만 명의 구독자를 지닌 유튜버였으나 피자나라 치킨공주 영상 조작 사건 이후 100만 명 미만으로 구독자가 줄었고, 2021년 7월에 방송을 중단하였다. 2023년부터는 새 유튜브 채널을 개설하여 활동 중이다.

## 논란

### 벤틀리 도난 영상 조작 사건
2020년 자신의 차량인 벤틀리를 고등학생에게 도난당했다고 영상을 올렸으나 함께 영상을 제작한 유튜버의 폭로로 거짓으로 영상을 조작했다는 사실이 밝혀졌다.

### 조두순 집 침입 조작 사건
2020년 12월 조두순 집에 들어왔다고 영상이 올라갔다.

### 피자나라 치킨공주 영상 조작 사건
자신이 주문한 음식을 배달원이 몰래 취식한 것처럼 영상을 조작해서 올렸다가 조작 논란이 일자 뒤늦게 사과했다.
당시 자영업자에게 피해를 줄 수 있는 이러한 행위에 분노하여 유튜버들과 네티즌들 사이에서 피자나라 치킨공주 챌린지가 열리기도 하였다.
약 한 달의 자숙기간을 거친 후 유튜브에 복귀했으나 반성하지 않는 태도에 다시 논란이 일기도 하였다.